# Ле Тиссье, Мэттью
Мэ́ттью Ле Тиссье́ (фр. Matthew Le Tissier; род. 14 октября 1968, Сент-Питер-Порт, остров Гернси) — английский футболист, выступавший на позиции атакующего полузащитника. Провёл всю свою профессиональную карьеру в клубе «Саутгемптон». Выступал за сборную Англии. Первый полузащитник, забивший 100 голов в Премьер-лиге.

## Биография
Мэттью Пол Ле Тиссье родился в 1968 году на острове Гернси, который находится в проливе Ла-Манш и входит в состав Нормандских островов. Свою футбольную карьеру Мэтт начал в местном молодёжном клубе «Валь Рекрасьон».

### «Саутгемптон»
После окончания школы в 1985 году, Мэтт прошёл просмотр в английском клубе «Оксфорд Юнайтед», но вместо него подписал контракт с «Саутгемптоном».
Дебют Мэтта в составе «святых» состоялся 2 сентября 1986 года. С тех пор Ле Тиссье провёл 443 игры за «Саутгемптон»: 52 — в Кубке Англии, 33 — в Кубке Лиги и 12 — в других официальных матчах; в общей сложности, во всех турнирах Ле Тиссье провёл 540 матчей. Мэтт забил 209 мячей, реализовав 48 пенальти из 49 пробитых (единственный, незабитый им, пенальти отразил Марк Кроссли). Сезон 1993/94 с 30 голами стал для Ле Тиссье самым результативным в его карьере. В сезоне 1995/96 Мэтт получил награду за лучший гол сезона, забитый в матче против «Блэкберн Роверс».
Ле Тиссье забил последний гол в истории их стадиона «Делл» (англ. The Dell) 19 мая 2001 года в матче против лондонского «Арсенала» («святые» победили со счётом 3:2). Мэтт сыграл всего несколько игр в сезоне 2001/02, в том числе на новом стадионе имени святой Девы Марии. Свою последнюю игру Ле Тиссье провёл в матче 11 тура Премьер-лиги, после чего объявил о завершении своей карьеры. В 2002 году состоялся его прощальный матч за «Саутгемптон» против сборной звёзд, в которую вошли: Тим Флауэрс, Дэйв Бизэнт, Роб Джоунс, Деннис Уайз, Нил Раддок, Роб Ли, Крис Уоддл, Стюарт Пирс, Питер Бирдсли, Дэвид Бэтти, Пол Гаскойн, Джон Барнс, Иан Райт, Алан Ширер. Ле Тиссье отыграл за каждую из команд по тайму, а сам матч завершился с весьма крупным счётом — 9:9.
Своими выступлениями за «Саутгемптон» Ли Тиссье по праву заслужил звание одного из лучших игроков за всю историю команды. Он прекрасно владел ударом как с левой, так и с правой ноги. Забивая фантастические голы, Мэтт получил прозвище «Бог».
Спустя 11 лет Мэттью решил возобновить карьеру в клубе девятого по силе дивизиона Англии  «Гернси».
7 января 2019 года Ле Тиссье принял предложение стать официальным послом «Саутгемптона».

### Сборная Англии
Так как Ле Тиссье родился на острове, формально не входящем в состав Великобритании, он мог выступать за любую британскую сборную. Ходили слухи, что он приглашён играть за сборную Шотландии, но федерация футбола Шотландии и сам Ле Тиссье опровергли эту информацию. Приняв решение выступать за сборную Англии, Ле Тиссье провёл за неё всего 8 игр, с 1994 по 1998 годы. Главный тренер сборной Англии в 1993—96 годах Терри Венейблс подвергался критике, в частности, за то, что он не брал в основной состав Ле Тиссье. Говорят, что сам Ле Тиссье считал, что в сборной Франции или Италии у него было бы больше шансов проявить себя. Последний матч за сборную Мэтт провёл в домашнем матче против сборной Италии, закончившийся вничью 0:0. После этого матча многие британские таблоиды несправедливо обвинили в неудаче команды Мэтта Ле Тиссье, упустившего хороший шанс забить головой.
Его лучшим матчем за сборную считается поединок резервных команд против сборной России, в котором Мэтт отличился «хет-триком» и ещё дважды попал в перекладину. Несмотря на его отличную игру, главный тренер англичан Гленн Ходдл не взял Ле Тиссье на Чемпионат мира 1998 года, проходивший во Франции. Англичане без Ле Тиссье дошли до 1/8 финала, где по пенальти (4:3) уступили Аргентине.

## Достижения

### Личные
- Молодой игрок года по версии ПФА: 1989/90
- Игрок года футбольного клуба «Саутгемптон» (3): 1990, 1994, 1995
- Игрок месяца английской Премьер-лиги (2): декабрь 1994, октябрь 1996
- Включён в команду года по версии ПФА: 1994/95
- Включён в  Зал славы английского футбола: 2013

## Личная жизнь
Ле Тиссье развёлся в 1997 году, его бывшую супругу зовут Кэтти, у них двое детей. После развода Кэтти вместе с детьми переехала в Гернси.